# 龙涎屿
龙涎屿因出产龙涎香得名；据元汪大渊《岛夷志略》记载：“屿方而平，延袤荒野，上如云坞之盘，绝无田产之利。每值天清气和，风作浪涌，群龙游戏，出没海濒，时吐涎沫于其屿之上，故以得名。涎之色或黑于乌香，或类于浮石，闻之微有腥气，然用之合诸香，则味尤清远，虽茄蓝木、梅花脑、檀、麝、栀子花、沉速木、蔷薇水众香，必待此以发之。此地前代无人居之，间有他番之人，用完木凿舟，驾使以拾之，转鬻于他国。货用金银之属博之”。
明朝三宝太监郑和下西洋时曾访问龙涎屿；随行通译费信在《星槎胜览》中有专章记述：
“龙涎屿：此屿南立海中，浮艳海面，波击云腾。每至春间，群龙所集于上，交戏而遗涎沫，番人乃架独木舟登此屿，采取而归。设遇风波，则人俱下海，一手附舟傍，一手揖水而至岸也。其龙涎初若脂胶，黑黄色，颇有鱼腥之气，久则成就大泥。或大鱼腹中剖出，若斗大圆珠，亦觉鱼腥，间焚之，其发清香可爱。货于苏门之市，价亦非轻，官秤一两，用彼国金钱十二个，一斤该金钱一百九十二个，准中国铜钱四万九十文，尤其贵也。””
《郑和航海图》十八录有龙涎屿。“苏门答腊开船，用乾戍针，十二更船平龙涎屿；龙涎屿开船过洋用丹辛针”
龙涎屿的地理位置有两种说法：
- 日本汉学家藤田丰八和法国汉学家伯希和主张龙涎屿在今印度尼西亚苏门答腊北部亚齐附近海域的布拉斯岛，向达也认为指印度尼西亚苏门答剌亚齐海上的布拉斯岛[4]。陈桂荣谢方认为是布拉斯岛[5]
- 格伦维尔认为龙涎屿指亚齐海域的Rondo岛。苏继廎根据《郑和航海图》针位，认为龙涎屿是苏门答腊北部亚齐海域的Rondo島[6]，J.V.G.Mills认为龙涎屿指苏门答腊北岸的Rondo岛[7]。